# Albert Grønbæk
Albert Grønbæk Erlykke (Risskov, 23 mei 2001) is een Deens voetballer die bij voorkeur als middenvelder speelt. Hij wordt door  Stade Rennais verhuurd aan Southampton. In 2024 debuteerde hij voor Denemarken.

## Clubcarrière
FK Bodø/Glimt haalde Grønbæk in 2022 weg bij Aarhus GF. Op 15 juli 2024 tekende hij een vijfjarig contract bij Stade Rennais. Op 15 september 2024 scoorde hij zijn eerste doelpunt in de Ligue 1 tegen Montpellier HSC. In januari 2025 werd Grønbæk uitgeleend aan Southampton tot het eind van het seizoen.

## Interlancarrière
Op 5 september 2024 debuteerde Grønbæk voor Denemarken in de UEFA Nations League tegen Zwitserland. Hij speelde 81 minuten en werd verkozen tot man van de wedstrijd. Drie dagen later scoorde hij zijn eerste interlandtreffer tegen Servië.